# 千徳駅
千徳駅（せんとくえき）は、岩手県宮古市大字上鼻（かんぱな）にある、東日本旅客鉄道（JR東日本）山田線の駅。
東隣の宮古駅が三陸鉄道の管理駅であるため、JR東日本の自社管理駅では最東端に位置する。

## 歴史
- 1934年（昭和9年）11月6日：開業[2][3]。
- 1972年（昭和47年）1月1日：貨物の取り扱いを廃止[3]。
- 1982年（昭和57年）11月15日：荷物の扱いを廃止[4]。駅員無配置駅となり[5]、千徳駅愛護会に簡易委託。
- 1987年（昭和62年）4月1日：国鉄分割民営化により、東日本旅客鉄道の駅となる[2][3]。
- 2020年（令和2年）3月14日：ダイヤ改正に伴い、快速「リアス」が停車するようになる[6]。
- 2024年（令和6年）10月1日：えきねっとQチケのサービスを開始[1][7]。

当駅は旧国鉄盛岡鉄道管理局管内初の簡易委託駅である。簡易委託化時に駅収入の補填のために喫茶店「駅馬車」が作られた。現在は喫茶店はなくなり、簡易委託も行われていない。

## 駅構造
元々は2面3線の列車交換可能駅であったが、現在は単式ホーム1面1線を有する地上駅である。盛岡駅が管理する無人駅で、現在の駅舎は簡易な待合室があるのみとなっている。
かつての旧駅舎には喫茶店「駅馬車」が併設され、「千徳民衆駅」の看板がかかっていた。

## 駅周辺
- 国道106号
- 千徳郵便局
- 三陸沿岸道路・宮古西道路 宮古中央インターチェンジ
- 岩手県北バス・東日本交通「千徳駅前」停留所

## 隣の駅
東日本旅客鉄道（JR東日本）
■山田線
□快速「リアス」
茂市駅 - 千徳駅 - 宮古駅
■普通
花原市駅 - 千徳駅 - 宮古駅